# Giacomo Santarelli
Giacomo Santarelli (Forlì, 1786 – 1859) è stato un architetto e ingegnere italiano.

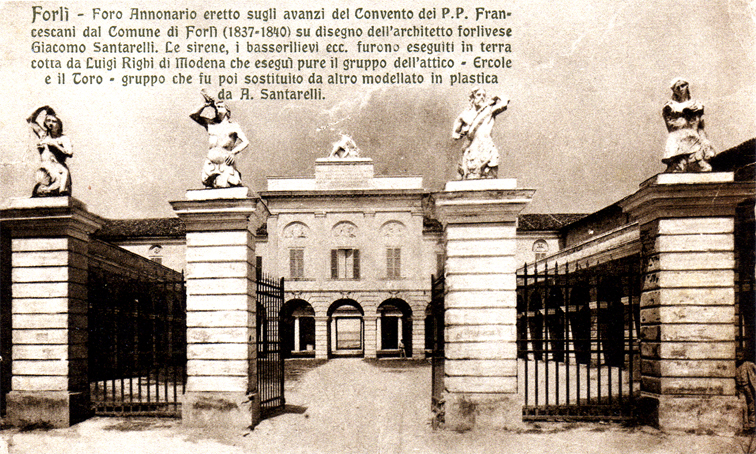
il Foro Annonario progettato da Giacomo Santarelli fra il 1837 e il 1840 in una cartolina di inizio Novecento

Fu molto attivo nella Forlì di inizio Ottocento, appartenne all'Accademia di Belle Arti e degli Incamminati.

## Biografia
Nel 1824 progettò e costruì lo Sferisterio cittadino o arena del gioco del pallone (poi teatro diurno); inaugurato il 30 maggio 1824 ospitò anche spettacoli teatrali popolari fra il 1863 e il 1878, sfruttando un palcoscenico di legno che fu poi abbattuto.
(Giuda di Forlì, E. Calzini — G. Mazzatinti, L. Bordandini (Forlì) 1893)
Nel 1833 progettò ex novo la Cancellata a contorno della Colonna votiva alla Madonna del Fuoco in Piazza Maggiore (attuale Piazza Aurelio Saffi).
(Giuda di Forlì, E. Calzini — G. Mazzatinti, L. Bordandini (Forlì) 1893)
Nel 1831-4 ristrutturò e ampliò il Teatro comunale, togliendo due insenature laterali che impedivano a molti spettatori la vista del palcoscenico. Progettò e realizzò il Teatro Santarelli, inaugurato nel 1835 (tra l'attuale Piazza G. B. Morgagni e la Via O. Regnoli) poi politeama Ermete Novelli all'angolo fra la Piazza san Pellegrino e la Via Santa Maria (attuali piazza G. B. Morgagni e via Oreste Regnoli).
(Giuda di Forlì, E. Calzini — G. Mazzatinti, L. Bordandini (Forlì) 1893)
Tra il 1837 e il 1840, sotto il governo dei cardinali legati Nicola Grimaldi e Alessandro Spada, progetta e costruisce, a spese del Comune di Forlì, la nuova sede del Foro Annonario il Foro Boario sull'area dell'antico Convento di San Francesco (che era stato parzialmente demolito nel 1813) e il Mercato coperto che occupa il posto della vecchia caserma Misura.
L'ampia struttura architettonica, stando alla grandiosità con cui fu progettata e messa in opera, non può che testimoniare dell'intensità del traffico commerciale che vi si svolgeva.
Nel progetto del mercato ridisegna i due prospetti, inserendo al centro il grande invaso del Foro.
I bassorilievi, posti sulla facciata dell'edificio, che rappresentano i due fiumi, Montone e Ronco, fra i quali siede la città di Forlì, sono opera dello scultore Luigi Righi.
A completamento del mercato, nella piazza di fronte al nuovo Foro, aveva previsto una vasta area triangolare, delimitata da un'alberatura continua, nella quale posizionare una serie di tettoie destinate alla vendita degli ortaggi.
Fra il 1835 e il 1840 viene incaricato dalla Direzione Nazionale del Censo di dirigere le operazioni per la redazione del nuovo catasto urbano. Presso l'Archivio di Stato di Forlì si trovano le lettere di incarico, le relazioni dei rilievi topografici i libri e i brogliacci catastali certificati dallo stesso Giacomo Santarelli che si firma Ingegnere comunale.
Nel 1840 realizza (nell'attuale Corso Mazzini al n. 43) in Borgo San Pietro la Casa Pettini-Giovannetti caratterizzata da un'elegante facciata.

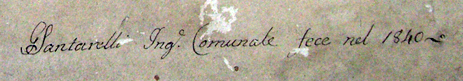
Firma di Giacomo Santarelli apposta nella prima mappa catastale di Forlì del 1840 su disegno manoscritto dell'autore

Sempre nel 1840 realizza (disegnandola interamente a mano) la prima mappa catastale della città di Forlì con le nuove caratteristiche "topografiche" dettate della Direzione Nazionale del Censo (Catasto Pio-Gregoriano) dello Stato Pontificio. Sulla base di questo rilievo manoscritto (inedito) verrà realizzata la Carta topografica della città di Forlì.
Nel 1847 lavora al ridisegno della facciata di Palazzo Pettini Giovannetti (nell'attuale C.so Mazzini 41).
Fra le tante opere di pubblica utilità progetta e realizza la Barriera del Borgo Pio.
Fra il 1853 e il 1857, per interessamento di papa Pio IX, lavora ai restauri e alle modifiche della chiesa di Santa Maria delle Grazie di Fornò.
È il padre dell'archeologo Antonio e dello scultore Apollodoro.

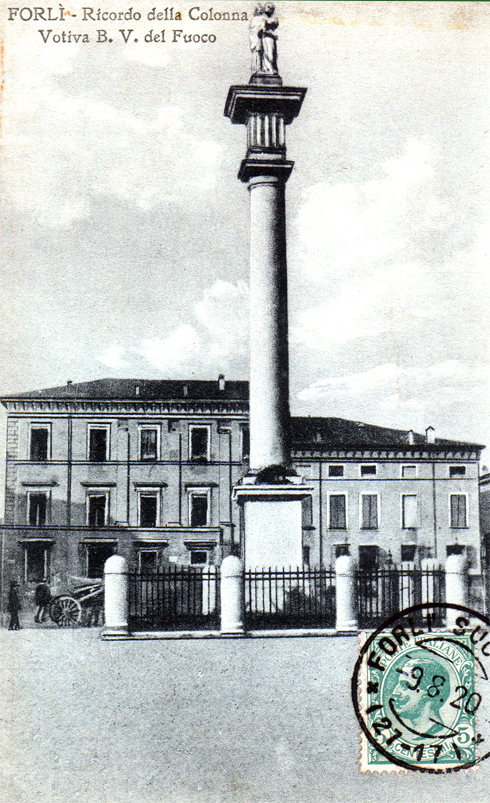
Colonna della Madonna del Fuoco di Forlì con la cancellata realizzata da Giacomo Santarelli nel 1833
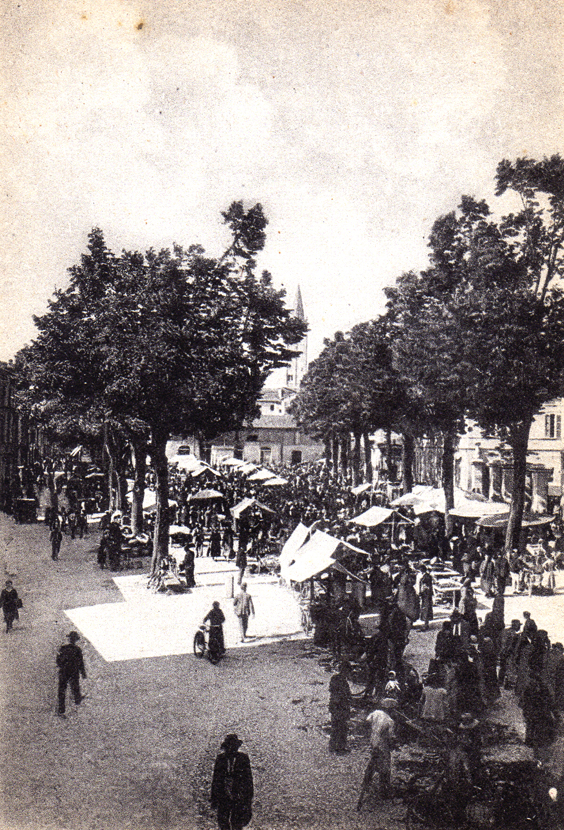
Piazza del mercato delle erbe e del foro annonario ad inizio del Novecento
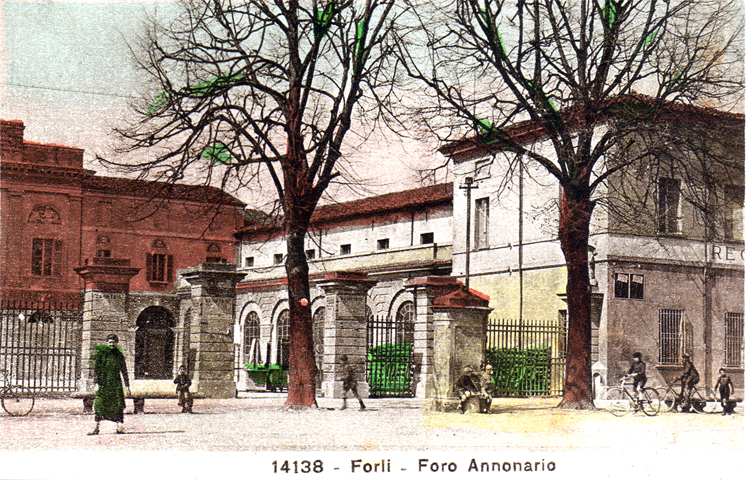
Il Foro annonario di Forlì all'inizio del Novecento in una colorata cartolina dell'epoca